# Bow Wow (That's My Name)
Bow Wow (That's My Name) è un singolo del rapper Lil' Bow Wow, pubblicato nel 2000 ed estratto dall'album Beware of Dog. Il brano è stato interpretato insieme a Snoop Dogg.

## Tracce
- CD (Maxi)

1. Bow Wow (That's My Name) (Track Masters Remix)
2. Bow Wow (That's My Name) (Going Back To Cali Remix)
3. Bow Wow (That's My Name) (Radio Edit)
4. Bow Wow (That's My Name) (Instrumental)